# Императорский театр (Сент-Джон)
Императорский театр (англ. Imperial Theatre) — театр в Сент-Джоне провинции Нью-Брансуик (Канада).

## История
Императорский театр в Сент-Джоне был спроектирован филадельфийским архитектором Альбертом Уэстовером и построен в 1912 году сетью водевилей Keith-Albee-Orpheum Corporation из Нью-Йорке и их канадской дочерней компанией Saint John Amusements Company Ltd. Театр был открыт для публики 19 сентября 1913 года.
Одна из первых комедийных трупп Канады, The Dumbbells устроила там несколько своих первых шоу. Многие ранние звёзды немого кино играли свои фильмы в Императорском театре, включая таких как Чарли Чаплин, Бастер Китон, Роско Арбакл, Грета Гарбо и Гарольд Ллойд.
Театр был спроектирован как современная адаптация Итальянского Возрождения и использовался как для водевилей с живыми актёрами, так и для звуковых фильмов. В 1929 году театр был переименован в Театр Капитолий и, как и большинство водевилей на континенте, стал кинотеатром.
С 1957 по 1982 год Императорский театр использовался как место для собраний Ассамблеи Полного Евангелия. В 1982 году религиозная группа покинула Империал.
В середине 1980-х годов массовая кампания по спасению театра началась с внесения авансовым платежом в размере 1 доллара (при опционе на покупку здания в размере 1 млн долларов с выплатой остатка в течение одного года) местным таксистом. К установленному сроку было собрано более 1,1 млн долларов, большая часть из которых была внесена гражданами Сент-Джона. Это причина высокого интереса к Империалу — каждый житель города владеет его частью. Места в театре имеют имена участников.
Театру восстановили его великолепие 1913 года: отремонтировали или воспроизвели оригинальные лепные украшения и замысловатую штукатурку. Интерьер театра был полностью воссоздан. Здание театра было признано Национальным историческим памятником Канады .

## Описание
Императорский театр представляет собой полностью отреставрированное сооружение арочного типа с викторианской авансценой. Арка является впечатляющей архитектурной деталью и красиво обрамляет сцену со всех сторон.

## Галерея

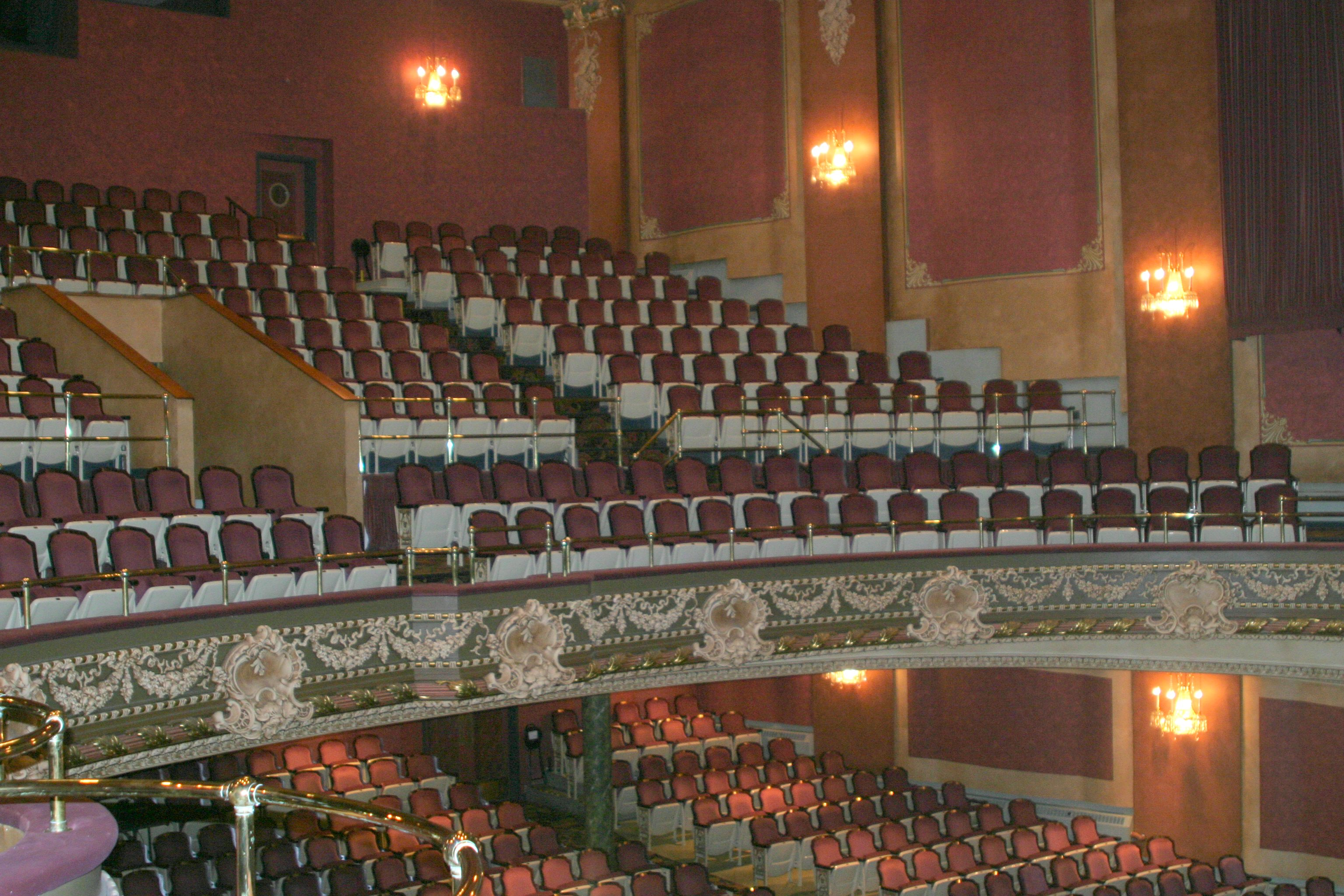
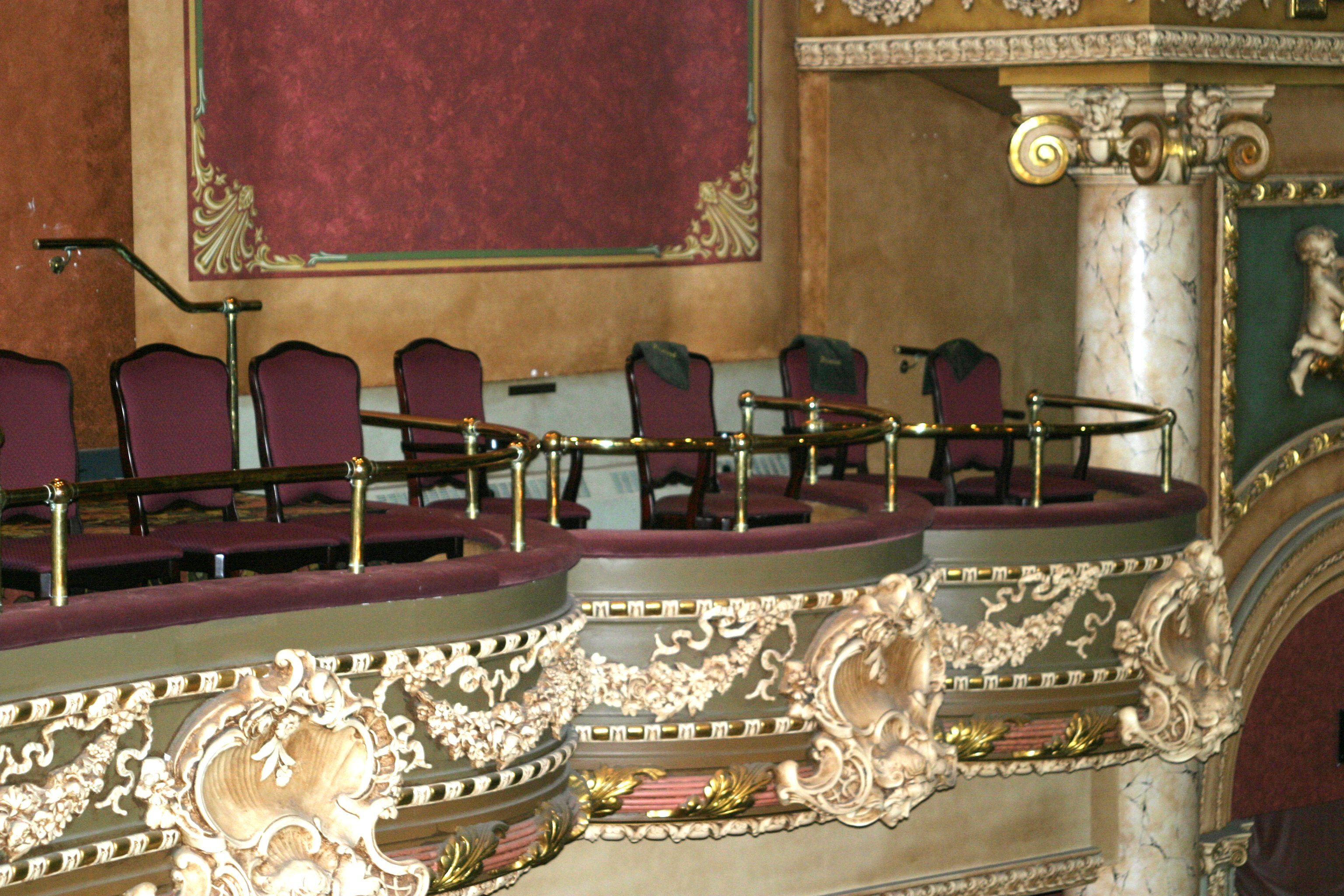
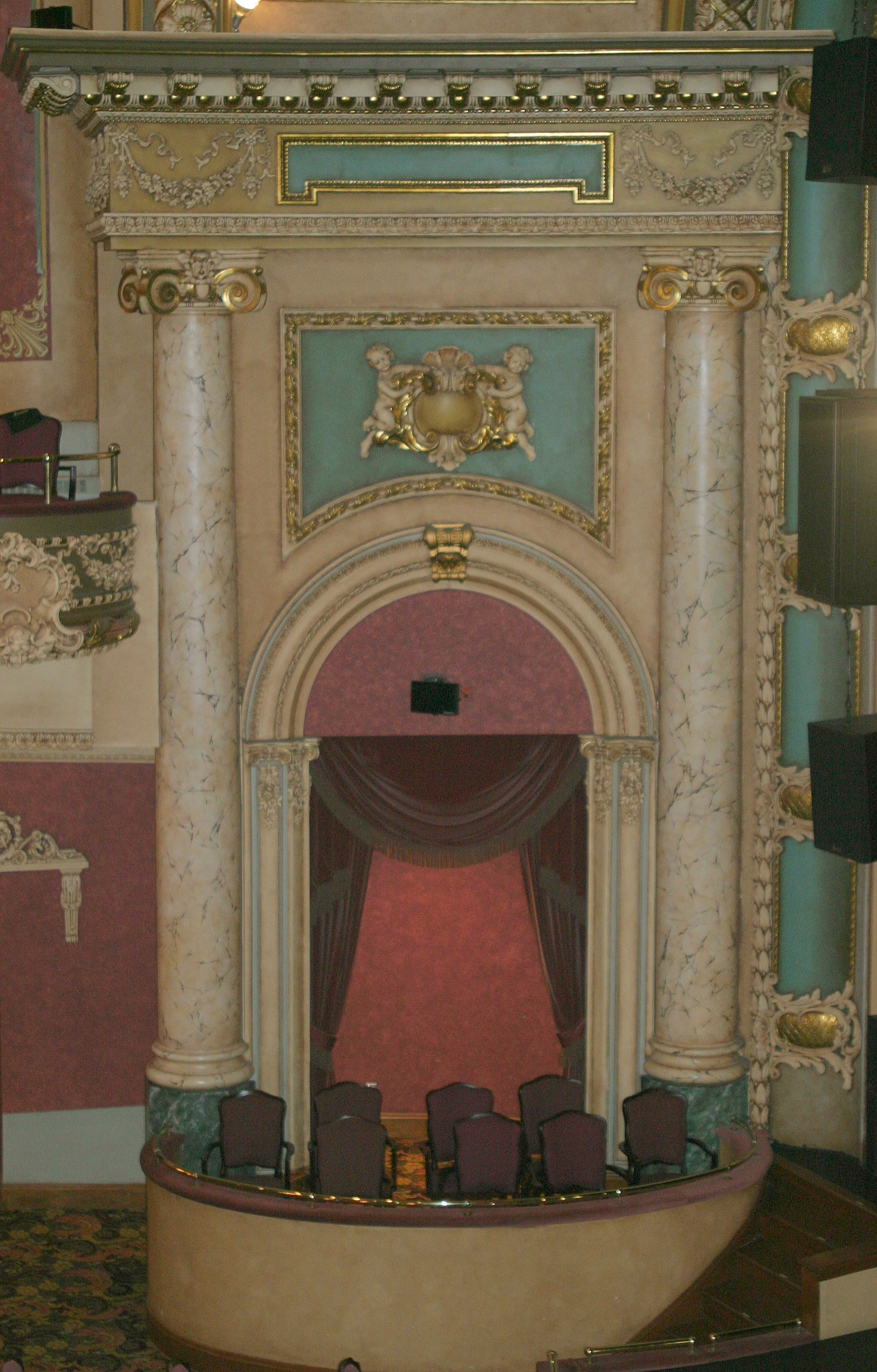
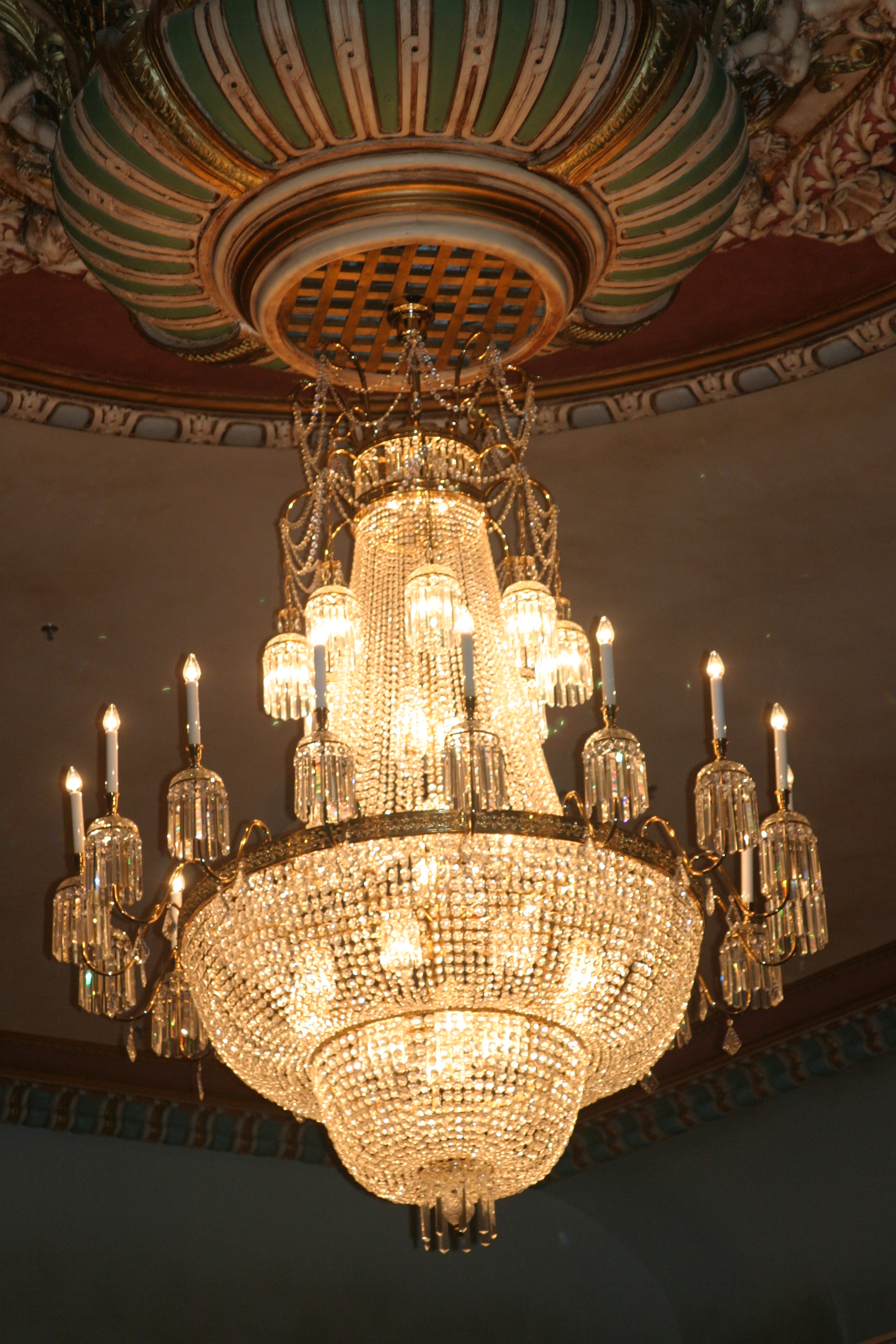